# Manolo Sanchís Hontiyuelo
Manuel Sanchís Hontiyuelo, más conocido como Manolo Sanchís o simplemente Sanchís (Madrid, 23 de mayo de 1965), es un exfutbolista español y jugador histórico del Real Madrid Club de Fútbol, equipo en el que desarrolló toda su carrera profesional entre los años 1980 y 2000 y del que llegó a ser capitán. Desempeñado como defensa, es junto a Miguel Porlán «Chendo» el único exfutbolista que ha desarrollado toda su carrera profesional en el club madridista, formando parte del denominado One Club Man.
Fue integrante de la conocida generación de la «Quinta del Buitre», considerada como una de las mejores generaciones de canteranos que dio el club a lo largo de su historia.
Formado en las categorías inferiores del club madridista, se trata del tercer jugador con más partidos en la historia del club, con 710 encuentros disputados repartidos en 18 temporadas, y se mantuvo como el primero hasta octubre de 2009, fecha en la que fue superado por Raúl González, y posteriormente por Iker Casillas. Es además el segundo jugador que más partidos de Primera División ha disputado con el club, con un total de 523, únicamente superado por el mismo Raúl. Dichos registros se computan a nivel nacional, donde es el sexto jugador con más partidos disputados de Primera División, y uno de los que más ha disputado como profesional con 720, y uno de los pocos que ha conseguido disputar al menos una centena de ellos en competiciones europeas.
Fue internacional absoluto en 48 ocasiones con la selección española desde su debut en 1986.
Tras su retirada se convirtió en colaborador radiofónico, tarea que desempeña en la cadena COPE como comentarista deportivo.
Es licenciado en ciencias económicas y empresariales y posee un máster en negocios internacionales.

## Trayectoria

### Castilla C. F.
Hijo de Manuel Sanchís Martínez, integrante del club en los años sesenta y comienzos de los setenta, ingresó en las categorías inferiores del Real Madrid Club de Fútbol a los doce años. Por ellas fue ascendiendo hasta pasar a formar parte del equipo filial, el Castilla Club de Fútbol en la temporada 1983-84. Hizo su debut como jugador profesional el 2 de octubre en un partido frente al Algeciras Club de Fútbol en la que su equipo cayó derrotado por 1-0 por un gol marcado por Juan Miguel Moraleja, mientras que su primer gol fue el día 19 de noviembre en la victoria por 2-0 frente al Real Club Deportivo de La Coruña.
Volvió a anotar en el siguiente partido, lo que le valió unido a la regularidad mostrada y sus buenas actuaciones para ser convocado por el primer equipo en diciembre. Un único partido más jugó con el filial antes de pasar a ser incorporado definitivamente como integrante del Real Madrid Club de Fútbol. En total disputó diez partidos en la Segunda División que le bastaron para ser años después uno de los mejores defensores centrales tanto del club como de España.

### Real Madrid C. F.
Durante su etapa profesional, formó parte de la generación de futbolistas conocida como «La Quinta del Buitre». Ésta estaba integrada por Emilio Butragueño —jugador más reconocido que daba nombre al grupo—, Rafael Martín Vázquez, Míchel González y Miguel Pardeza. Es el único jugador de esta generación que ha conseguido ganar la Liga de Campeones —otrora Copa de Europa—, que se dice fue el único título que se le resistió a esta generación como colofón a sus grandes trayectorias. La obtuvo en 1998 y después una segunda vez en el año 2000.
Todos ellos procedentes del equipo filial, el Castilla Club de Fútbol, se consolidaron como los pilares de lo que fue uno de los mejores equipos que ha tenido el club durante años. Cabe destacar que con sus aportaciones, el Castilla C. F. obtuvo el mejor resultado de su historia al ser campeón de la Segunda División, hito nunca igualado por un equipo filial.
Debutó con el primer equipo del club el 4 de diciembre de 1983 en un partido frente al Real Murcia Club de Fútbol que venció el conjunto madrileño por 0-1 con un gol del propio Sanchís. A partir de ese momento disputó un total de 710 partidos con la camiseta blanca, convirtiéndose así en uno de los jugadores que más veces ha vestido la camiseta madridista, siendo superado únicamente por Raúl González e Iker Casillas, con 31 y 15 partidos más respectivamente.
En el momento de su retirada era el segundo futbolista más laureado de la historia del club con 21 títulos —uno por detrás de Paco Gento, hasta que fueron superados ambos por Marcelo Vieira en 2022— y uno de los más destacados defensas centrales que ha dado el fútbol español por su trayectoria, habiendo sido internacional en 48 ocasiones con la selección española.

## Estadísticas

### Clubes
Datos actualizados a fin de carrera deportiva.
| Castilla C. F. · España    | 1983-84       | 2.ª           | 10  | 2  | —  | — | —   | — | 10  | 2  | 0.20 |
| Real Madrid C. F. · España | 1983-84       | 1.ª           | 18  | 3  | 2  | — | —   | — | 20  | 3  | 0.15 |
| Real Madrid C. F. · España | 1984-85       | 1.ª           | 30  | 4  | 7  | — | 10  | 1 | 47  | 5  | 0.11 |
| Real Madrid C. F. · España | 1985-86       | 1.ª           | 28  | 1  | 6  | 2 | 7   | — | 41  | 3  | 0.07 |
| Real Madrid C. F. · España | 1986-87       | 1.ª           | 36  | 2  | 6  | — | 7   | 1 | 49  | 3  | 0.06 |
| Real Madrid C. F. · España | 1987-88       | 1.ª           | 33  | 9  | 8  | — | 8   | 1 | 41  | 10 | 0.24 |
| Real Madrid C. F. · España | 1988-89       | 1.ª           | 33  | 3  | 11 | — | 7   | — | 51  | 3  | 0.06 |
| Real Madrid C. F. · España | 1989-90       | 1.ª           | 34  | 3  | 7  | — | 4   | — | 45  | 3  | 0.07 |
| Real Madrid C. F. · España | 1990-91       | 1.ª           | 31  | 2  | 4  | — | 1   | — | 36  | 2  | 0.06 |
| Real Madrid C. F. · España | 1991-92       | 1.ª           | 37  | 1  | 6  | 1 | 9   | 1 | 52  | 3  | 0.06 |
| Real Madrid C. F. · España | 1992-93       | 1.ª           | 37  | 1  | 6  | — | 6   | — | 49  | 1  | 0.02 |
| Real Madrid C. F. · España | 1993-94       | 1.ª           | 32  | 1  | 6  | — | 6   | — | 44  | 1  | 0.02 |
| Real Madrid C. F. · España | 1994-95       | 1.ª           | 37  | 1  | 2  | — | 3   | — | 42  | 1  | 0.02 |
| Real Madrid C. F. · España | 1995-96       | 1.ª           | 32  | 1  | 3  | — | 6   | — | 41  | 1  | 0.02 |
| Real Madrid C. F. · España | 1996-97       | 1.ª           | 22  | —  | —  | — | —   | — | 22  | 0  | 0    |
| Real Madrid C. F. · España | 1997-98       | 1.ª           | 31  | 1  | 3  | — | 10  | — | 44  | 1  | 0.02 |
| Real Madrid C. F. · España | 1998-99       | 1.ª           | 33  | —  | 4  | — | 9   | — | 46  | 0  | 0    |
| Real Madrid C. F. · España | 1999-00       | 1.ª           | 14  | —  | 2  | — | 7   | — | 23  | 0  | 0    |
| Real Madrid C. F. · España | 2000-01       | 1.ª           | 5   | —  | 1  | — | 3   | — | 9   | 0  | 0    |
| Real Madrid C. F. · España | Total club    | Total club    | 523 | 33 | 84 | 3 | 103 | 4 | 710 | 40 | 0.06 |
| Total carrera              | Total carrera | Total carrera | 533 | 35 | 84 | 3 | 103 | 4 | 720 | 42 | 0.06 |
| 1. 2. 3.                   |               |               |     |    |    |   |     |   |     |    |      |

## Selección nacional
Debutó con selección española el 12 de noviembre de 1986, en un España 1-0 Rumania, con la selección ha disputado la Eurocopa de 1988 y el Mundial de 1990, fue 48 veces internacional. Fue campeón de Europa Sub-21 con España en el año 1986.

### Goles con la selección
| Núm. | Fecha          | Lugar                    | Rival   | Gol   | Resultado | Competición                 |
| ---- | -------------- | ------------------------ | ------- | ----- | --------- | --------------------------- |
| 1    | 14 - 10 - 1987 | Sánchez Pizjuán, Sevilla | Austria | 2 - 0 | 2 - 0     | Clasificación Eurocopa 1988 |

## Palmarés y distinciones

### Títulos nacionales
| Título             | Club              | Año  |
| ------------------ | ----------------- | ---- |
| Copa de la Liga    | Real Madrid C. F. | 1985 |
| Campeonato de Liga | Real Madrid C. F. | 1986 |
| Campeonato de Liga | Real Madrid C. F. | 1987 |
| Campeonato de Liga | Real Madrid C. F. | 1988 |
| Supercopa          | Real Madrid C. F. | 1988 |
| Campeonato de Liga | Real Madrid C. F. | 1989 |
| Copa               | Real Madrid C. F. | 1989 |
| Supercopa          | Real Madrid C. F. | 1989 |
| Campeonato de Liga | Real Madrid C. F. | 1990 |
| Supercopa          | Real Madrid C. F. | 1990 |
| Copa               | Real Madrid C. F. | 1993 |
| Supercopa          | Real Madrid C. F. | 1993 |
| Campeonato de Liga | Real Madrid C. F. | 1995 |
| Campeonato de Liga | Real Madrid C. F. | 1997 |
| Supercopa          | Real Madrid C. F. | 1997 |
| Campeonato de Liga | Real Madrid C. F. | 2001 |

### Títulos internacionales
Nota * : incluyendo selección.
| Título                | Equipo *          | Año  |
| --------------------- | ----------------- | ---- |
| Europeo               | España (sub-21)   | 1986 |
|                       |                   |      |
| Copa de la UEFA       | Real Madrid C. F. | 1985 |
| Copa de la UEFA       | Real Madrid C. F. | 1986 |
| Copa Iberoamericana   | Real Madrid C. F. | 1994 |
| Liga de Campeones     | Real Madrid C. F. | 1998 |
| Copa Intercontinental | Real Madrid C. F. | 1998 |
| Liga de Campeones     | Real Madrid C. F. | 2000 |